# 80-talet f.Kr.

## Händelser
- 91-88 f.Kr. – Inbördeskriget bundsförvantskriget (bellum sociale) utkämpas i Romerska republiken.[1]
- 81 f.Kr. – Sulla blir romersk diktator.

## Födda
- 85 f.Kr. – Marcus Junius Brutus, romersk senator och statsman, inblandad i mordet på Julius Caesar.
- 81 f.Kr. – Decimus Junius Brutus Albinus, romersk politiker och general, inblandad i mordet på Julius Caesar.

## Avlidna
- 80 f.Kr. – Berenike III, drottning av Ptolemeiska dynastin.